# Anaphothrips
Anaphothrips (лат.) — род трипсов из семейства Thripidae (Thysanoptera).

## Распространение
Виды этого рода широко распространены по всему миру.

## Описание
Мелкие насекомые с четырьмя бахромчатыми крыльями или бескрылые. Самка макроптерная, микроптерная или бескрылая. Голова примерно такой же длины, как и ширины; нижнечелюстные пальпы 3-сегментные; глаза иногда с шестью пигментированными фасетками вентрально; глазные волоски маленькие, присутствует пара I; пары I и II расположены поперечно. Антенны 8- или 9-сегментные, I сегмент без срединных дорсо-апикальных волосков, III и IV с вильчатыми или простыми конусами чувств, III—VI с некоторыми микротрихиями на обеих поверхностях. Пронотум без длинных волосков. Срединная пара волосков удалена от заднего края; парные кампановидные сенсиллы присутствуют переднемедиально. Метаскутум сетчатый; срединная пара волосков далеко от переднего края; кампановидные сенсиллы присутствуют или отсутствуют. Передние крылья, когда полностью развиты, с мельчайшими жилковыми волосками; первый ряд расположен неравномерно и с длинным промежутком; вторая жилка с неравномерно расположенными волосками. Мезостернум с полными стерноплевральными швами. Лапки 2-сегментные. Тергиты брюшка без постеромаргинальных краспед или ктенидий, часто с ресничными микротрихиями вдоль линий скульптуры; тергиты II—VII с постероугольными волосками, вставленными мезад заднего угла; тергит VIII с дыхальцами часто длиннее половины длины тергита, с постеромаргинальным гребнем или без него; тергит IX обычно с двумя парами кампановидных сенсилл; тергит X со срединным расщеплением почти полным. Стерниты без краспеда или дискальных волосков; стерниты III—VII с 3 парами постеромаргинальных волосков, II — с 2 парами; стернит VII с S1 волосками перед задним краем.
Самцы сходны с самками; тергит IX обычно с двумя парами коротких шиповидных волосков медиально; стерниты III—VI или VIII каждый с маленькой овальной, серповидной или большой С-образной поровой пластинкой.
Многие виды этого рода связаны с листьями видов из семейства Злаки (Poaceae), но в Австралии есть много похожих видов, которые связаны с различными родами растений из разных семейств.

## Классификация
Включает около 80 видов из семейства Thripidae. В подсемействе Thripinae относится к родовой группе из 40 родов с пронотумомбез волосков.
A
- Anaphothrips addendus Savenko, 1944
- Anaphothrips ambiguus (Girault, 1927)
- Anaphothrips amoenus Hood, 1940
- Anaphothrips aptilotus Mound & Masumoto, 2009
- Anaphothrips asahi Kudo, 1989
- Anaphothrips astrolomi Pitkin, 1978
- Anaphothrips atriplicis Mound & Masumoto, 2009
- Anaphothrips atroapterus Priesner, 1921
- Anaphothrips augustae Mound & Masumoto, 2009

B
- Anaphothrips badius (Williams, 1913)
- Anaphothrips barringtoni Mound & Masumoto, 2009
- Anaphothrips barrowi Mound & Masumoto, 2009
- Anaphothrips beijingensis Mirab-balou, Chen & Tong, 2012

C
- Anaphothrips callani Mound & Masumoto, 2009
- Anaphothrips cameroni (Bagnall, 1919)
- Anaphothrips carlylei Girault, 1928
- Anaphothrips catawba Hood, 1938
- Anaphothrips cecili Girault, 1928
- Anaphothrips chortinus Mound & Masumoto, 2009
- Anaphothrips cobari Mound & Masumoto, 2009
- Anaphothrips cocos Mound, 2021
- Anaphothrips cucurbiti Pitkin, 1978

D
- Anaphothrips dalbyi Mound & Masumoto, 2009
- Anaphothrips decolor Hood, 1925
- Anaphothrips dentatus Cui, Xi & Wang, 2017
- Anaphothrips desleyae Mound & Masumoto, 2009
- Anaphothrips doonensis Chaunan & Vijay Veer, 1992
- Anaphothrips dubius (Girault, 1926)

E
- Anaphothrips epacrida Mound & Masumoto, 2009
- Anaphothrips eremophilae Mound & Masumoto, 2009
- Anaphothrips euphorbiae Uzel, 1895
- Anaphothrips exocarpi Pitkin, 1978
- Anaphothrips exocarpoides Mound & Masumoto, 2009

F
- Anaphothrips floralis Karny, 1922

G
- Anaphothrips geijerae Mound & Masumoto, 2009
- Anaphothrips geleznowiae Mound & Masumoto, 2009
- Anaphothrips gillespiei Mound & Masumoto, 2009
- Anaphothrips glenysae Mound & Masumoto, 2009
- Anaphothrips gracillimus Priesner, 1923
- Anaphothrips graminum Priesner, 1935
- Anaphothrips grandioculus (Watson, 1921)

H
- Anaphothrips helvolus Nakahara, 1995

I
- Anaphothrips incertus (Girault, 1929)

J
- Anaphothrips javanus Bhatti, 1988

K
- Anaphothrips kaszabi Pelikan, 1985
- Anaphothrips keatsi (Girault, 1926)
- Anaphothrips kisselevi Dyadechko, 1962

L
- Anaphothrips latis Bhatti, 1967
- Anaphothrips lundbecki Richter, 1928
- Anaphothrips luteus Nakahara, 1995

M
- Anaphothrips mexicanus Nakahara, 1995
- Anaphothrips monga Mound & Masumoto, 2009
- Anaphothrips moundi Pitkin, 1978

N
- Anaphothrips newmani Moulton, 1935
- Anaphothrips nimbus Mound & Masumoto, 2009
- Anaphothrips nonporous Cui & Wang, 2019
- Anaphothrips nubicus Karny, 1920

O
- Anaphothrips obscurus (Muller, 1776)
- Anaphothrips occidentalis Pitkin, 1978
- Anaphothrips orchis Mound & Masumoto, 2009
- Anaphothrips oroqeni Cui & Wang, 2019

P
- Anaphothrips paludicola Nakahara, 1995
- Anaphothrips parsonsiae Mound & Masumoto, 2009
- Anaphothrips ponokikirmui Kudo, 1989
- Anaphothrips populi Zhang & Tong, 1992
- Anaphothrips pultenaeae Mound & Masumoto, 2009
- † Anaphothrips pusillus Schliephake, 2001

Q
- Anaphothrips qinghaiensis Cui & Wang, 2019

R
- Anaphothrips ripicola Hood, 1940

S
- Anaphothrips sineconus Alavi, Yazdanian & Minaei, 2018
- Anaphothrips spartina Hood, 1939
- Anaphothrips sudanensis Trybom, 1911
- Anaphothrips swezeyi Moulton, 1928

T
- Anaphothrips tenebrosus Hood, 1938
- Anaphothrips tianschanicus Borzykh, 1972
- Anaphothrips trimaculatus Nakahara, 1995

U
- Anaphothrips univittatus Nakahara, 1995

V
- Anaphothrips varii Moulton, 1935

W
- Anaphothrips walchae Mound & Masumoto, 2009
- Anaphothrips westringiae Mound & Masumoto, 2009
- Anaphothrips whyalla Mound & Masumoto, 2009
- Anaphothrips woodi Pitkin, 1978

Y
- Anaphothrips yalgooi Mound & Masumoto, 2009

Z
- Anaphothrips zelandicus Mound, 1978
- Anaphothrips zizania Hood, 1938